# Franz von Rudorff
Franz Friedrich Rudorff, seit 1872 von Rudorff, (* 12. April 1825 in Hildesheim; † 7. November 1898 in Dresden) war ein sächsischer General der Infanterie.

## Leben
Franz war Sohn des hannoverischen Oberstleutnants Georg Rudorff († 1837) und der Justina, geborene Reinhardt († 1840). Er trat am 1. Juni 1841 als Kadett der Artilleriebrigade in hannoverische Militärdienste. Am 17. August 1842 avancierte er zum Sekondeleutnant und wurde im Herbst 1846 zum Generalstab kommandiert. In dieser Stellung nahm er 1849 am Krieg gegen Dänemark teil. Im Jahr 1852 erhielt er seine ordentliche Versetzung in den Generalstab. Seiner Beförderung 1855 zum Hauptmann folgte 1865 die zum Major. Bei Ausbruch des Deutschen Krieges stieg er zum Oberstleutnant auf. Mit Ausnahme der Jahre 1857 bis 1859, während deren er Batteriechef war, gehörte er bis zur Auflösung der Armee nach der Schlacht bei Langensalza dem Generalstab an.
Im April 1867 trat Rudorff als Bataillonskommandeur beim 2. Grenadierregiment Nr. 101 in sächsische Dienste. Er avancierte 1869 zum Oberst und Kommandeur des 3. Infanterieregiments Nr. 102 und befehligte dieses im Krieg gegen Frankreich, in dem er mit dem Eisernen Kreuz I. Klasse ausgezeichnet wurde. Rudorff wurde am 8. November 1872 in den sächsischen Adelstand erhoben. Mit seiner Beförderung zum Generalmajor 1874 wurde er auch Kommandeur der 48. Infanterie-Brigade (der 23. Division (1. Königlich Sächsische)) in Leipzig, wechselte aber 1875 in gleicher Stellung zur 45. Infanteriebrigade in Dresden. Seinem Aufstieg zum Generalleutnant und General à la suite des Königs im Jahre 1882 folgte die Ernennung zum Kommandeur der 23. Infanteriedivision in Dresden 1883. Seinen Abschied hat er 1889 als General der Infanterie und Generaladjutant erhalten.
Rudorff blieb unvermählt und verbrachte seinen Lebensabend in Dresden in der Johann-Georgen-Allee 23 (Parterre), nachdem er vorher bis Ende der Dienstzeit in der Pirnaischen Straße 31 (2. Stock) gewohnt hatte. Rudorff wurde auf dem Trinitatisfriedhof beerdigt.

## Schriften
- Das Mißlingen des Zuges der Hannoverschen Armee nach dem Süden im Juni 1866. In: 9. Beiheft zum Militär-Wochenblatt, Berlin 1904.

Dieser Franz (Friedrich) von Rudorff darf nicht verwechselt werden mit dem Kommandeur des Niederrheinischen Füsilier-Regiments Nr. 39, Oberstleutnant Franz (Leopold) von Rudorff (* 1869), der der Herausgeber der folgenden Schrift ist:
- Das Füsilier-Regiment General Ludendorff (Niederrheinisches) Nr. 39 im Weltkriege 1914–1918. Nach den amtlichen Kriegstagebüchern unter Mitwirkung mehrerer Kameraden. Verlag Reinhold Kühn, Berlin 1925;  Stalling, Oldenburg 1925 (=Band 125 der Reihe preußischer Truppenteile in Erinnerungsblätter deutscher Regimenter).

## Auszeichnungen
Laut Adressbuch seines letzten Wohnsitzes waren Rudorff folgende Ehrungen zuerkannt worden:
- Titel Exzellenz
- sächsischer Albrechts-Orden (Großkreuz)
- österreichischer Franz-Joseph-Orden (Großkreuz)
- hessischer (Großherzogliches Haus) Orden Philipps des Großmütigen (Großkreuz)
- sachsen-weimaraner Hausorden vom Weißen Falken (Großkreuz)
- preußischer Königlicher Kronen-Orden (1. Klasse)
- russischer St.-Annen-Orden (1. Klasse)
- bayerischer Militärverdienstorden (Komtur mit Schwertern)
- hannoveraner Guelphen-Orden (Kommandeur 2. Klasse)
- braunschweigischer Orden Heinrichs des Löwen (Ritter)
- sächsischer Verdienstorden (Ritter 1. Klasse mit der Kriegsdekoration)
- hannoveraner Wilhelms-Kreuz
- Eisernes Kreuz (1. Klasse)